# Букурещко метро
Букурещкото метро (на румънски: Metroul București) обслужва румънската столица Букурещ. Официално е открито на 16 ноември 1979 г. Дължината е 78 км. Линиите са 5, като броят на станциите е 62. Дневно на Букурещкото метро разчитат около 600 000 души. Междурелсието е 1432 милиметра. Захранването се извършва от трета контактна релса с напрежение 750V прав ток.

## Линии
| Линия | Откриване | Маршрут                    | Дължина                 |
| ----- | --------- | -------------------------- | ----------------------- |
| М1    | 1979      | Pantelimon – Dristor       | 31,01 km                |
| М2    | 1986      | Pipera – Berceni           | 18,68 km                |
| М3    | 1983      | Preciziei – Anghel Saligny | 13,53 km + 8,67 km (M1) |
| М4    | 2000      | Străulești – Gara de Nord  | 7,44 km                 |
| М5    | 2020      | Raul Doamnei – Eroilor     | 6,87 km                 |
| М6    | в строеж  |                            |                         |